# Фрібурський університет
Фрібурський університет (фр. Université de Fribourg, нім. Universität Freiburg, UNIFR) — університет, розташований у Фрібурі, в Швейцарії. Підпорядковується кантон Фрібур.

## Структура
Фрібурський університет має п'ять факультетів:
- Католицької теології,
- Права,
- Природничих наук,
- Гуманітарних наук,
- Економіки та соціальних наук.